# WWUF
WWUF ist ein US-amerikanischer Hörfunksender aus Waycross im US-Bundesstaat Georgia. Der Musiksender sendet ein Oldie-Format.
WWUF ging am 29. Februar 1984 mit dem Rufzeichen WMUI auf Sendung. Er ist ein Affiliates von ABC Radio. Eigentümer ist die Mattox Broadcasting, Inc.
Die Sendefrequenz von WWUF ist UKW 97,7 MHz.